# Рубик, Аня
Аня Рубик (Anja Rubik, пол. Anna Helena Rubik, род. 12 июня 1983, Жешув, Польша) — польская супермодель.
В настоящее время живёт в Нью-Йорке. Аня занимает 18 место в списке самых высокооплачиваемых моделей.
В 2009—2011 годах принимала участие в показах Victoria’s Secret.

## Агентства
Аня Рубик подписывала контракты со следующими модельными агентствами:
- 2pm Model Management (Копенгаген)
- Ace Models (Афины)
- Chic Management (Сидней)
- D’Vision Model Management (Варшава)
- Mikas (Стокгольм)
- Modelwerk (Гамбург)
- Next Company Model Management (Вена)
- Next Model Management (Лондон, Нью-Йорк, Париж)
- Seeds Management (Берлин)
- The Fashion Model Management (Милан)
- View Management (Мадрид, Барселона)